# Saint Nicholas Channel

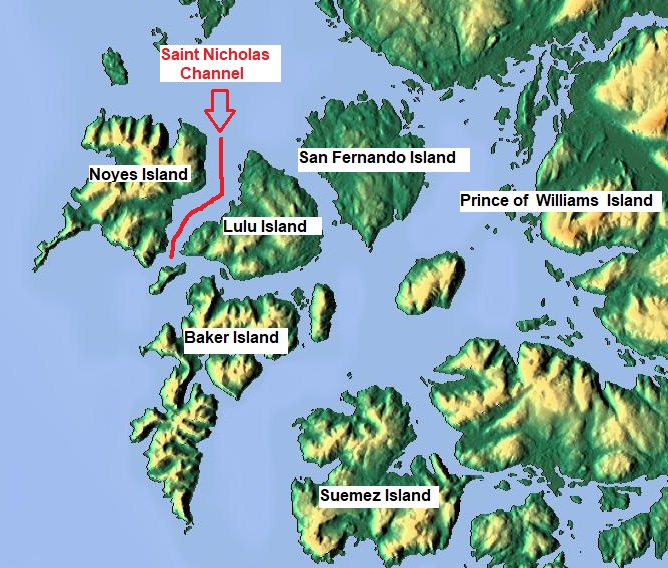
Saint Nicholas Channel in rood gemarkeerd

Het Saint Nicholas Channel is een natuurlijk kanaal in de Alexanderarchipel in de Alaska Panhandle in het zuidoosten van Alaska in de Verenigde Staten.

## Geografie
Het kanaal heeft een lengte van 13 kilometer en een breedte van twee tot drie kilometer. Het ligt tussen Noyes Island in het westen en Lulu Island in het oosten. In het noorden mondt het uit in de Golf van Esquibel, terwijl in het zuiden Cone Island het kanaal in twee delen verdeelt: in het westen mondt het uit in de Golf van Alaska, in het oosten in Siketi Sound.
Administratief ligt het in de Prince of Wales-Hyder Census Area en het Tongass National Forest.
Het waterlichaam ligt in de mariene ecoregio Noord-Amerikaans Pacifisch Fjordland.

## Geschiedenis
De naam van het kanaal werd omstreeks 22 mei 1779 gegeven door Francisco Antonio Mourelle (1750-1820), een Spaanse marineofficier en ontdekkingsreiziger.